# Oberstes Verwaltungsgericht Litauens

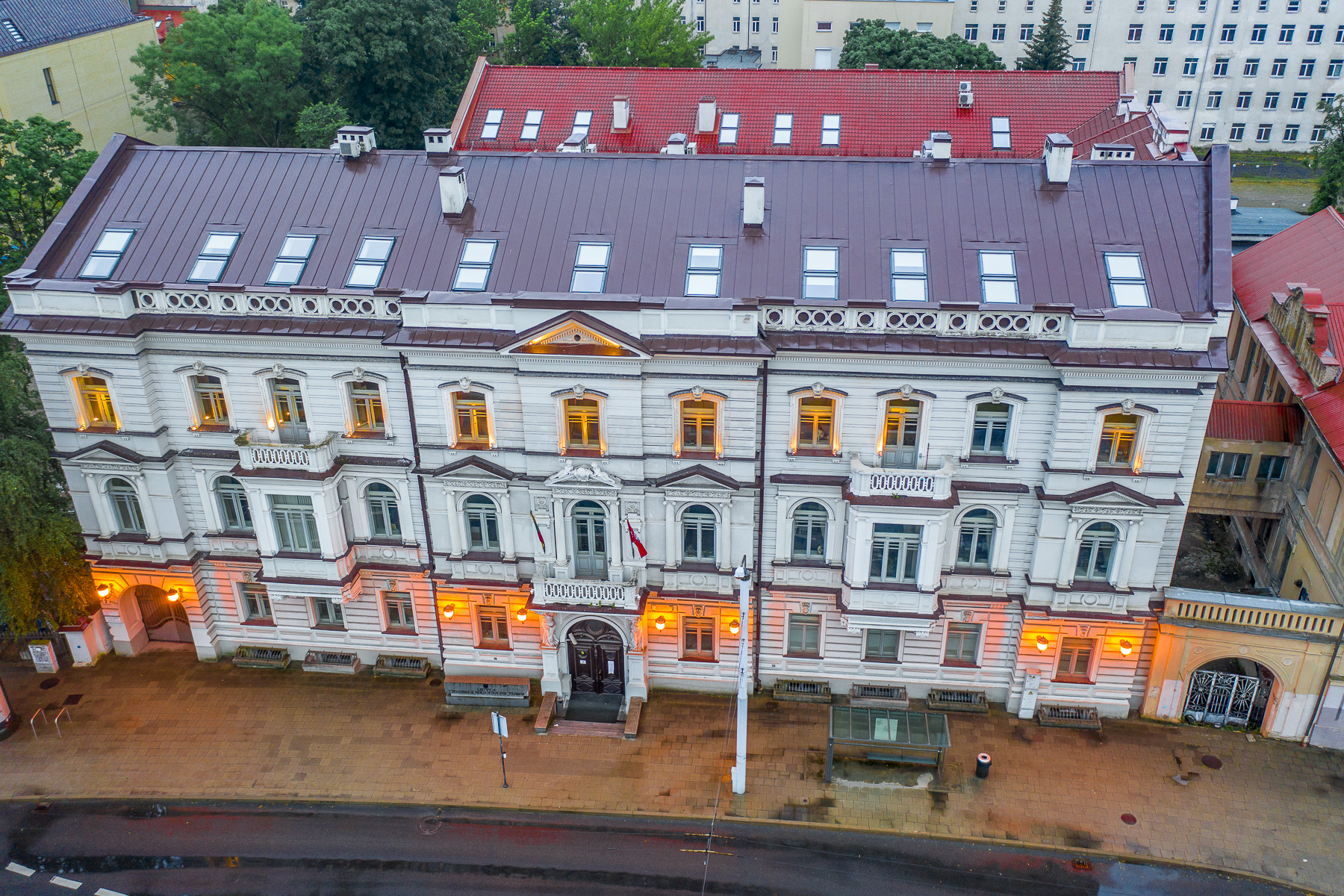
Gebäude (2021)

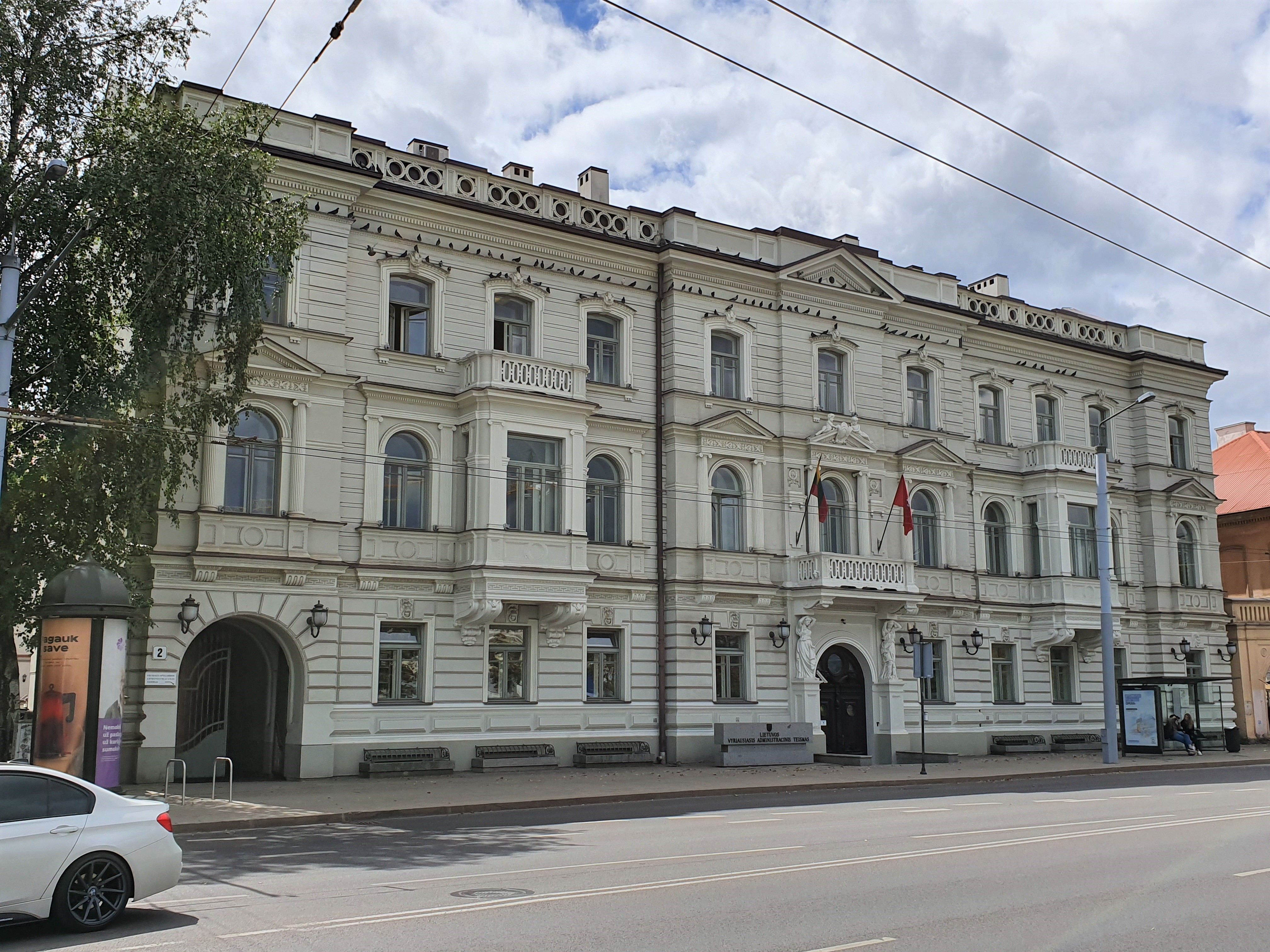
Oberstes Verwaltungsgericht Litauens (mit dem Bezirksverwaltungsgericht Vilnius), 2019

Das Oberste Verwaltungsgericht Litauens (lit. Lietuvos vyriausiasis administracinis teismas) ist das oberste Gericht der Republik Litauen in öffentlich-rechtlichen Streitigkeiten und  neben dem Obersten Gerichtshof Litauens eines der beiden obersten Gerichte Litauens. Es hat seinen Sitz in der litauischen Hauptstadt Vilnius, in der Altstadt Vilnius.

## Geschichte
Das Gericht wurde mit dem Gesetz Nr. VIII-1928 vom 19. September 2000 errichtet. Am 1. Januar 2001 begann es seine Tätigkeit.

## Leitung

### Gerichtsvorsitzende
- 2002–2008: Virgilijus Valančius (* 1963)
- 2008–2015: Ričardas Piličiauskas (* 1969)
- 2015–2017: Irmantas Jarukaitis (* 1973), kommissarisch
- 2017–2022: Gintaras Kryževičius (* 1962)
- Seit 2022: Skirgailė Žalimienė (* 1972)

### Stellvertretender Gerichtsvorsitzender
2001–2007: Gintaras Kryževičius
- 2008: Ričardas Piličiauskas (* 1969)
- 2019–2022: Skirgailė Žalimienė
- 2012: Irmantas Jarukaitis (* 1973)
- seit 2023: Ernestas Spruogis (* 1975)